# تورسباي (ألبرتا)
تورسباي (بالإنجليزية: Thorsby, Alberta)‏ هي قرية تقع في كندا في ألبرتا. يقدر عدد سكانها بـ 951 نسمة ومساحتها 3.87 كم2 ووترتفع عن سطح البحر 745 متر.